# Lingua apinayé
L'Apinayé  (o Apinagé, Apinajé) è una lingua appartenente alla Famiglia linguistica delle Lingue gê, parlata in Brasile centro-orientale, nello stato di Tocantins, da circa 2300 persone appartenenti alla tribù Apinajé, stanziati in sei villaggi.
La Tipologia linguistica della lingua è di tipo Soggetto Oggetto Verbo.

## Pericolo d'estinzione linguistica
Si tratta di una lingua in via d'estinzione in quanto sta subendo un forte processo di deriva linguistica verso il portoghese 
Il motivo fondamentale è dovuto al fatto che, durante il primo quarto del XIX° secolo, gli Apinayé 
ebbero un grande incremento della loro economia, grazie all'allevamento del bestiame ed all'estrazione dell'olio di palma Babau, il che portò ad un sensibile aumento dell'emigrazione con il conseguente uso sempre più massiccio del portoghese.